# Les Dalton à la noce
Les Dalton à la noce est la cent-quatrième histoire de la série Lucky Luke par Morris et Xavier Fauche et Jean Léturgie. Elle est publiée pour la première fois en album en 1993 sous le label Lucky Productions (album numéroté 31).

## Résumé
Ma Dalton informe ses fils, emprisonnés, que Samuel Parker, le shérif qui les a mis en prison, va se marier. Les quatre frères décident alors de s'évader et de tuer Parker pendant son mariage, auquel Lucky Luke est invité…
Cette histoire reprend la trame du western classique Le train sifflera trois fois.

## Personnages
- Les Dalton : Les quatre frères s'évadent afin de tuer Samuel Parker.
- Samuel Parker : Shérif d'Hadley City âgé de 59 ans, il a promis de prendre sa retraite après son mariage.
- Adeline Blossom : Fiancée de Samuel Parker, visiblement bien plus jeune que lui.
- Gertrude Blossom : Mère acariâtre d'Adeline
- Wurst Blossom : Père d'Adeline, qui semble plus aimable que sa femme.
- Gretel Blossom : Petite sœur d'Adeline, grande admiratrice de Lucky Luke.
- Mathias Bones : Croque-mort chargé de la décoration du mariage de Parker.
- Wilhelm Ziegler : Horloger de Hadley City, et meilleur ami de Parker selon Lucky Luke.

## Ventes
416 000 exemplaires de l'album sont vendus en 1993, ce qui en fait le 2e livre le plus vendu en librairie en France cette année-là dans la catégorie « divers » .

## Source
- www.bedetheque.com, « Lucky Luke » (consulté le 16 août 2008)
- www.lucky-luke.com, « Lucky Luke » (consulté le 16 août 2008)